# Димитър Георгиев (генерал-майор)
Вижте пояснителната страница за други личности с името Димитър Георгиев.
Димитър Живков Георгиев (някъде Димитър Георгиев Живков) е българи офицер, генерал-майор, участник в Балканската (1912 – 1913) и Междусъюзническата война (1913), командир на 1-ва батарея от 2-ри артилерийски полк през Първата световна война (1915 – 1918), инспектор на артилерията (1942), офицер от 4-та армия през Втората световна война (1941 – 1945).

## Биография
Димитър Георгиев е роден на 14 септември 1893 г. в Дълбок извор, Босилеградско. Взема участие в Балканската (1912 – 1913) и Междусъюзническата война (1913), като през 1913 г. е произведен в чин подпоручик. На 2 август 1915 г. е произведен в чин поручик и взема участие в Първата световна война (1915 – 1918) като командир на 1-ва от 2-ри артилерийски полк от Сборната артилерийска бригада на Сборната пехотна дивизия. На 18 септември 1917 г. е произведен в чин капитан, а през 1918 г. за участието си във войната не награден с Орден „Св. Александър“, V степен, с мечове в средата.
На 6 май 1924 г. е произведен в чин майор, а от 6 май 1929 г. в чин подполковник. През 1929 г. подполковник Георгиев е назначен на служба във Военното на Негово Величество училище, на която служба е до 1931 г., когато е назначен на служба във 2-ри дивизионен артилерийски полк, като през 1935 г. е назначен за командир на полка.На 3 май 1935 г. е произведен в чин полковник, а през 1936 г. е назначен за началник на артилерийски отдел на 3-та военноинспекционна област. През 1941 г. полковник Георгиев е назначен на служба в Артилерийската инспекция, като през 1942 г. служи като временен инспектор на артилерията. Уволнен е от служба по-късно същата година. По-късно взема участие във войната на България срещу Третир райх като офицер от 4-та армия. Достига до чин генерал-майор.
Генерал-майор Димитър Георгиев има личен фонд в Държавния военноисторически архив от 1970 г., където се съхраняват спомените му за Балканската война и Първата световна война (1912 – 1918), както и спомени за бойните действия на 1-ва батарея от 2-ри (скорострелен) артилерийски полк от Първата световна война (1917 – 1918).

## Военни звания
- Подпоручик (1913)
- Поручик (2 август 1915)
- Капитан (18 септември 1917)
- Майор (6 май 1924)
- Подполковник (6 май 1928)
- Полковник (6 май 1935)
- Генерал-майор (неизв.)

## Награди
- Орден „Св. Александър“, V степен, с мечове в средата (1918)